# 夹边沟林场
夹边沟林场，或称酒泉夹边沟林场，甘肃省酒泉市肃州区林业局管辖的一个生态林场，其前身是1954年建立的夹边沟农场，因临近夹边沟村而得名，1974年改称林场至今。

## 历史
“夹边沟”本为村名，因村子的一边为被当地人叫“边墙”的古长城，另一边是排洪沟而得名。1954年，甘肃省劳改部门在夹边沟建立劳改农场，称“国营夹边沟新建劳改农场”。农场的场部位于夹边沟村龙王庙原址，离夹边沟村约有二里路程。1956年7月，转为就业农场，除了安置的刑满释放的劳改就业人员。1958年，改为夹边沟劳教农场。1961年，劳教农场撤销，成立红星农场。1968年，红星农场由解放军接收管理。
1973年，红星农场改建为酒泉地区长城机械化林场。1982年改称“酒泉县长城林场”，1985年改称“酒泉市长城林场”。1989年，林场共有人口34户110人，固定职工33人，其中技术人员6人，房屋总面积3293平方米；林木保存面积1.94万亩，占规划面积10.8万亩的17.96%，主要为沙枣林、红柳林，共有1.3万亩；另有用材林6075亩，经济林88亩，苗圃210亩。2003年，改称“酒泉夹边沟林场”，为酒泉市肃州区林业局管辖的一个生态林场。